# Littoraria flammea
Littoraria flammea је пуж из реда Littorinimorpha и фамилије Littorinidae. 

## Угроженост
Ова врста је наведена као изумрла, што значи да нису познати живи примерци.

## Распрострањење
Природно станиште ове врсте било је у Кини.